# Тарно
Тарно је насељено место у саставу Града Иванић Града, у Загребачкој жупанији, Хрватска.

## Становништво
| Националност       | 1991.       |
| Хрвати             | 50 (83,33%) |
| Срби               | 0           |
| Југословени        | 0           |
| остали и непознато | 10 (16,66%) |
| Укупно             | 60          |